# Final Fantasy Fables: Chocobo's Dungeon
Final Fantasy Fables: Chocobo's Dungeon (チョコボの不思議なダンジョン 時忘れの迷宮?, Chokobo no Fushigi na Danjon Toki Wasure no Meikyū) è un videogioco di ruolo sviluppato da H.a.n.d. e pubblicato nel 2007 da Square Enix per Wii.
Considerato da IGN il miglior RPG per Wii del 2008, il videogioco ha avuto una conversione per Nintendo DS dal titolo Cid to Chocobo no Fushigi na Dungeon: Toki Wasure no Meikyū DS+ (シドとチョコボの不思議なダンジョン 時忘れの迷宮 DS+?).
Un'edizione rimasterizzata del gioco dal titolo Chocobo's Mystery Dungeon EVERY BUDDY! è stata distribuita il 20 marzo 2019 per PlayStation 4 e Nintendo Switch.

## Modalità di gioco
Final Fantasy Fables: Chocobo's Dungeon è un dungeon crawler dal gameplay simile a Final Fantasy Tactics.